# Linha 2 (Metro de Barcelona)
A Linha 2 é uma linha metroviária subterrânea metropolitana integrada à rede do Metro de Barcelona que serve a cidade de Barcelona e a liga com os municípios de San Adrián de Besós e Badalona. Foi inaugurado em 21 de julho de 1959 com o nome de “Linha II” como um segundo eixo transversal que complementava o serviço da Linha I. Atualmente possui treze quilômetros de extensão e dezoito estações.
O traçado da linha, que une as estações de Paral·lel e Badalona Pompeu Fabra, é subterrâneo em via dupla. As garagens e oficinas estão localizadas no Triângulo Ferroviari (triângulo ferroviário), localizado perto da estação La Pau.
A linha 2 é operada pela Transportes Metropolitanos de Barcelona (TMB).

## História
A Linha 2 foi inaugurada em 1995, embora sua história remonte à década de 1950 com o desenho inicial da linha II que acabou sendo modificada ao longo do tempo, uma linha que foi projetada em um contexto de pós-guerra e municipalização de empresas ferroviárias urbanas (FMB e GMB) e que foi retomado posteriormente com a chegada dos Jogos Olímpicos de Verão de 1992 em Barcelona. Com os Jogos Olímpicos a rede de metro de Barcelona, foi redesenhada, sendo que a Linha 2 voltou a operação em 1997, com a inauguração do trecho entre as estações de Sant Antoni e Sagrada Família.

## Cronologia
- 1959: Entra em serviço a linha II entre La Sagrera e Vilapicina.
- 1961: Inicia-se a movimentação do trem por meio de contatos de células fotoelétricas.
- 1967: Estende-se à Horta.
- 1968: São premiadas as obras da linha II entre Paral·lel e Sagrada Família.
- 1969: Inicia-se o trabalho entre Paral·lel e Sagrada Família.
- 1970: A seção Sagrera-Horta junta-se à linha V e a linha II desaparece.
- 1973: As obras da Linha II são interrompidas por falta de dinheiro.
- 1982: Mudança da numeração romana para arábica.
- 1985 - abril: Inauguração do trecho La Pau - Pep Ventura da linha 4.
- 1991: Um acordo é assinado para retomar a linha 2.
- 1993: A extensão para Montjuïc é adiada sine die.
- 1995 - setembro: Inauguração da linha 2 entre Sant Antoni e Sagrada Família.
- 1995 - dezembro: A linha chega ao Paralelo.
- 1997: chega a La Pau.
- 2002: O trecho La Pau - Pep Ventura da linha 4 junta-se à linha 2.
- 2006: Início das obras de extensão no centro de Badalona.
- 2010 - julho: A linha chega a Badalona Pompeu Fabra.

Cronologia da Linha 2.

## Bibliografia

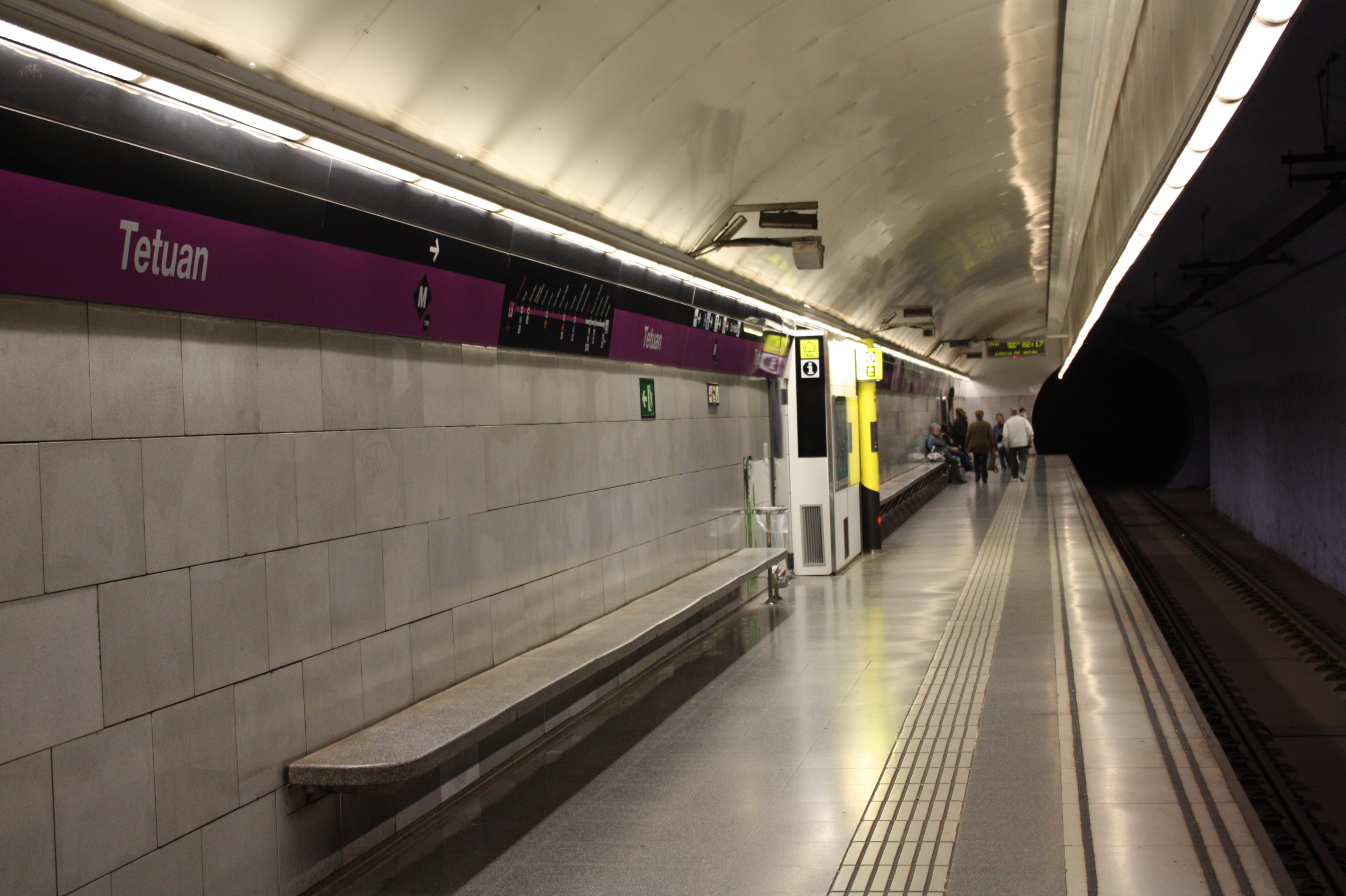
Estação Tetuán;
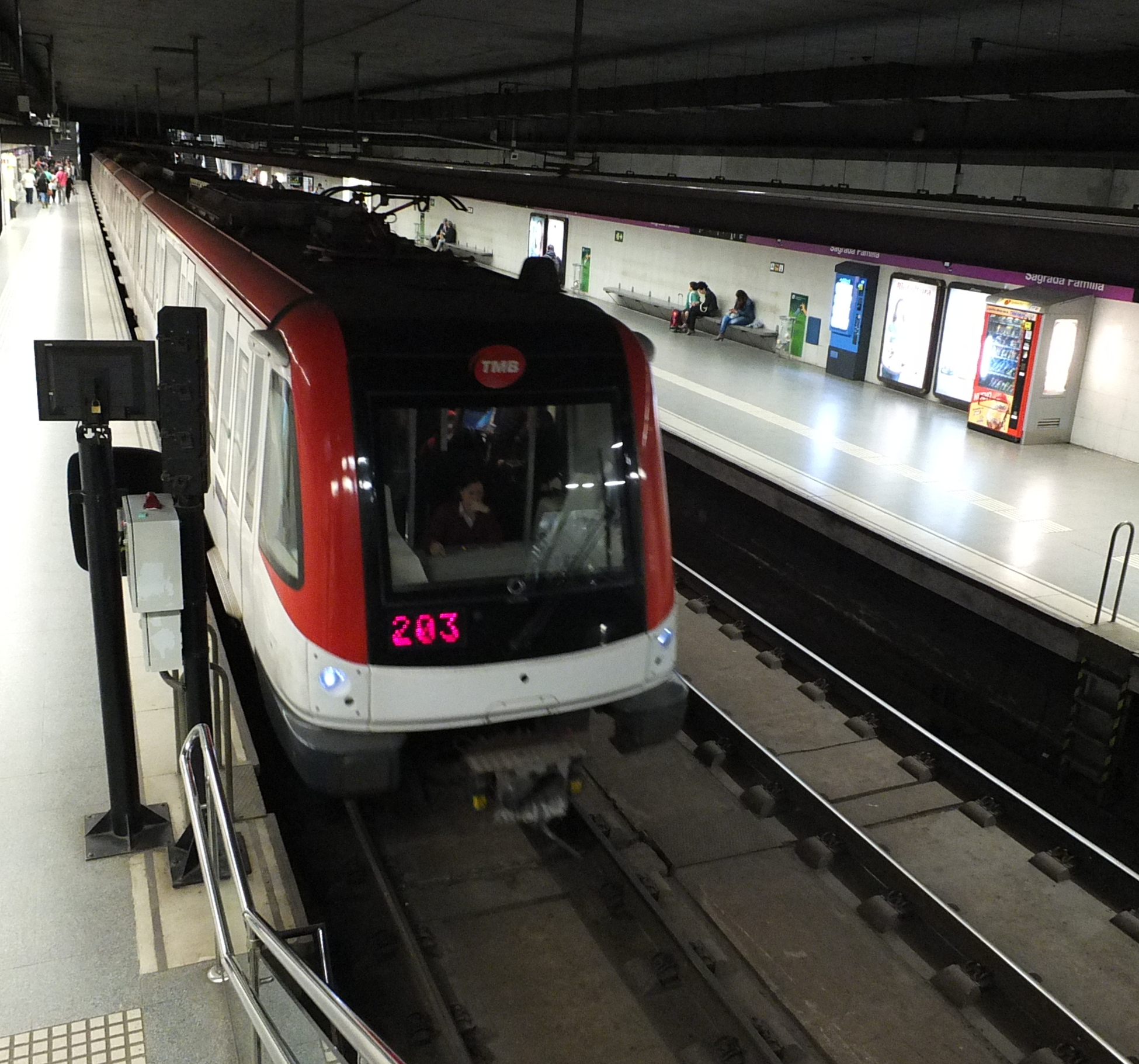
Estação Sagrada Família;

### Informações técnicas
| Cor                           | Lilás                           |
| Número de estações            | 18                              |
| Tipo                          | Metro convencional              |
| Distância                     | 13,7 km.                        |
| Trens                         | Série 9000                      |
| Tempo de viagem               | 26 minutos.                     |
| bitola da via                 | 1.435 mm (bitola internacional) |
| Tração                        | Eletricidade                    |
| Trecho ao ar livre            | nenhum                          |
| Cobertura de telefone celular | Disponível em toda linha        |
| Oficinas e páteos de manobra  | -o-                             |
| Operadora                     | TMB                             |